# Trinitit
Trinitit, známý také jako atomsit nebo alamogordské sklo, je sklovitý zbytek, který zůstal na dně pouště po testu plutoniové jaderné bomby Trinity. Test se konal 16. července 1945 poblíž Alamogorda v Novém Mexiku. 
Sklo je tvořeno především arkosickým pískem složeným ze zrn křemene a živce (jak mikroklinu, tak menšího množství plagioklasu s malým množstvím kalcitu, rohovce a augitu v matrici z písčitého jílu), který byl roztaven atomovým výbuchem. Poprvé byl akademicky popsán v časopise American Mineralogist v roce 1948.
Obvykle je světle zelený, i když v jedné části místa výbuchu byl nalezen i červený trinit a vzácně se vytvořily i kusy černého trinititu. Je mírně radioaktivní, ale manipulace s ním je bezpečná.

Kusy tohoto materiálu bylo na místě výbuchu bomby Trinity možné nalézt ještě v roce 2018, ačkoli většina z něj byla v roce 1953 buldozerem vytěžena a pohřbena Komisí Spojených států pro atomovou energii.

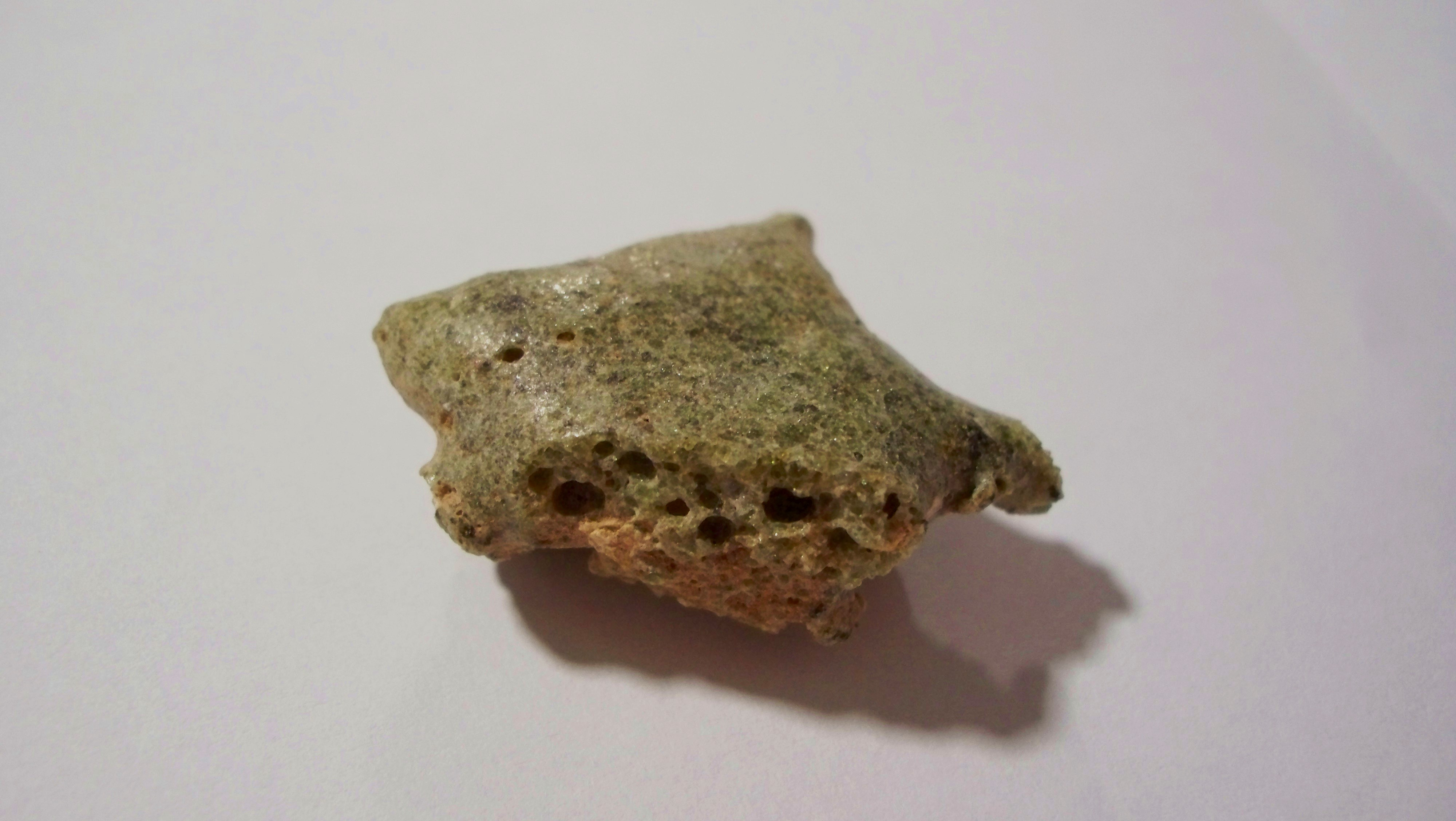
Trinitite

## Vznik

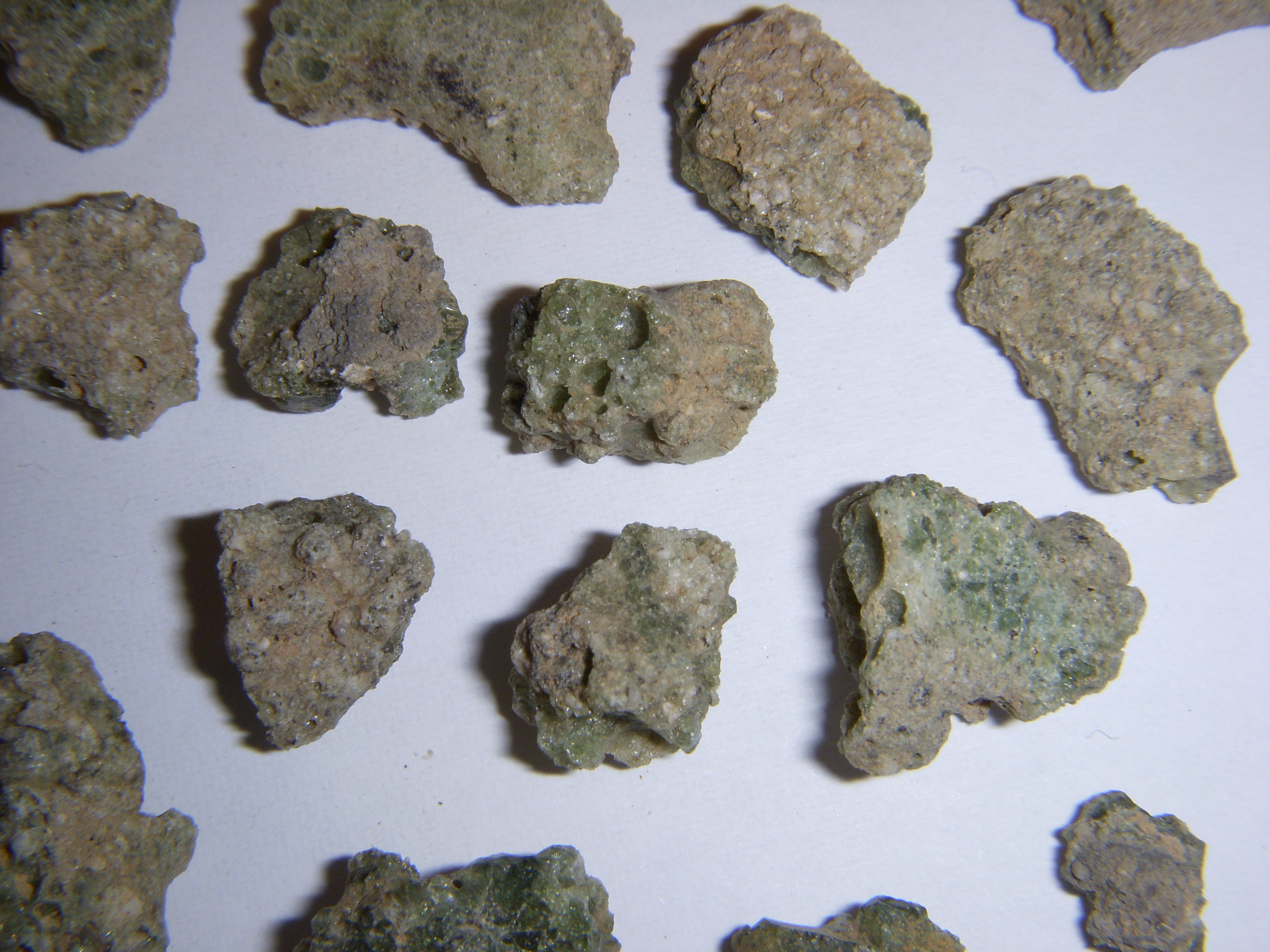
Kousky trinititu

V roce 2005 vyslovili vědec z Los Alamos National Laboratory Robert Hermes a nezávislý badatel William Strickfaden teorii, že velká část minerálu vznikla z písku, který byl nasáván uvnitř samotné ohnivé koule a poté pršel dolů v kapalné formě. V roce 2010 popsali trinitit v článku v časopise Geology Today Nelson Eby z Massachusettské univerzity v Lowellu a Robert Hermes:
Obsahuje roztavené kousky první atomové bomby, podpůrné struktury a různé radionuklidy vzniklé při detonaci. Samotné sklo je podivuhodně složité v měřítku desítek až stovek mikrometrů a kromě skel různého složení obsahuje i neroztavená křemenná zrna. Vzdušný transport roztaveného materiálu vedl ke vzniku skleněných částic ve tvaru koulí a činek. Podobná skla vznikají při všech přízemních jaderných detonacích a obsahují forenzní informace, které lze využít k identifikaci atomového zařízení.
Tento důkaz podpořili F. Belloni a kol. ve studii z roku 2011 založené na jaderném zobrazování a spektrometrických technikách. Zelený trinitit podle teorie vědců obsahuje materiál z nosné konstrukce bomby, zatímco červený trinitit obsahuje materiál pocházející z měděných elektrických rozvodů.
Odhaduje se, že na vytvoření skla bylo vynaloženo 4,3 × 1019 ergů neboli 4,3 × 1012 joulů tepelné energie. Vzhledem k tomu, že teplota potřebná k roztavení písku do pozorované podoby skla byla přibližně 1470 °C, odhaduje se, že to byla minimální teplota, které byl písek vystaven. Materiál uvnitř výbušné ohnivé koule byl před opětovným ztuhnutím svařován asi 2 až 3 sekundy. U relativně těkavých prvků, jako je zinek, bylo pozorováno snižování koncentrace se snižující se vzdáleností od místa výbuchu. Čím vyšší byla teplota, tím více se tyto těkavé prvky vypařovaly a nebyly zachyceny při tuhnutí materiálu.
Detonace zanechala velké množství trinititu rozptýlené kolem kráteru Místo získalo podobu „jezera zeleného nefritu“, zatímco „sklo nabývá podivných tvarů - nakloněných kuliček, hrbolatých plátů o tloušťce čtvrt palce, rozbitých tenkostěnných bublin, zelených červovitých forem.“ „Přítomnost zaoblených, korálkovitých tvarů naznačuje, že část materiálu se roztavila po vyhození do vzduchu a dopadla již zformovaná, nikoliv že by zůstala na úrovni země a tam se roztavila.“ Jiný trinitit, který se vytvořil na zemi, obsahuje inkluze napuštěného písku. Tento trinitit na svém horním povrchu rychle chladl, zatímco spodní povrch byl přehřátý.

## Složení

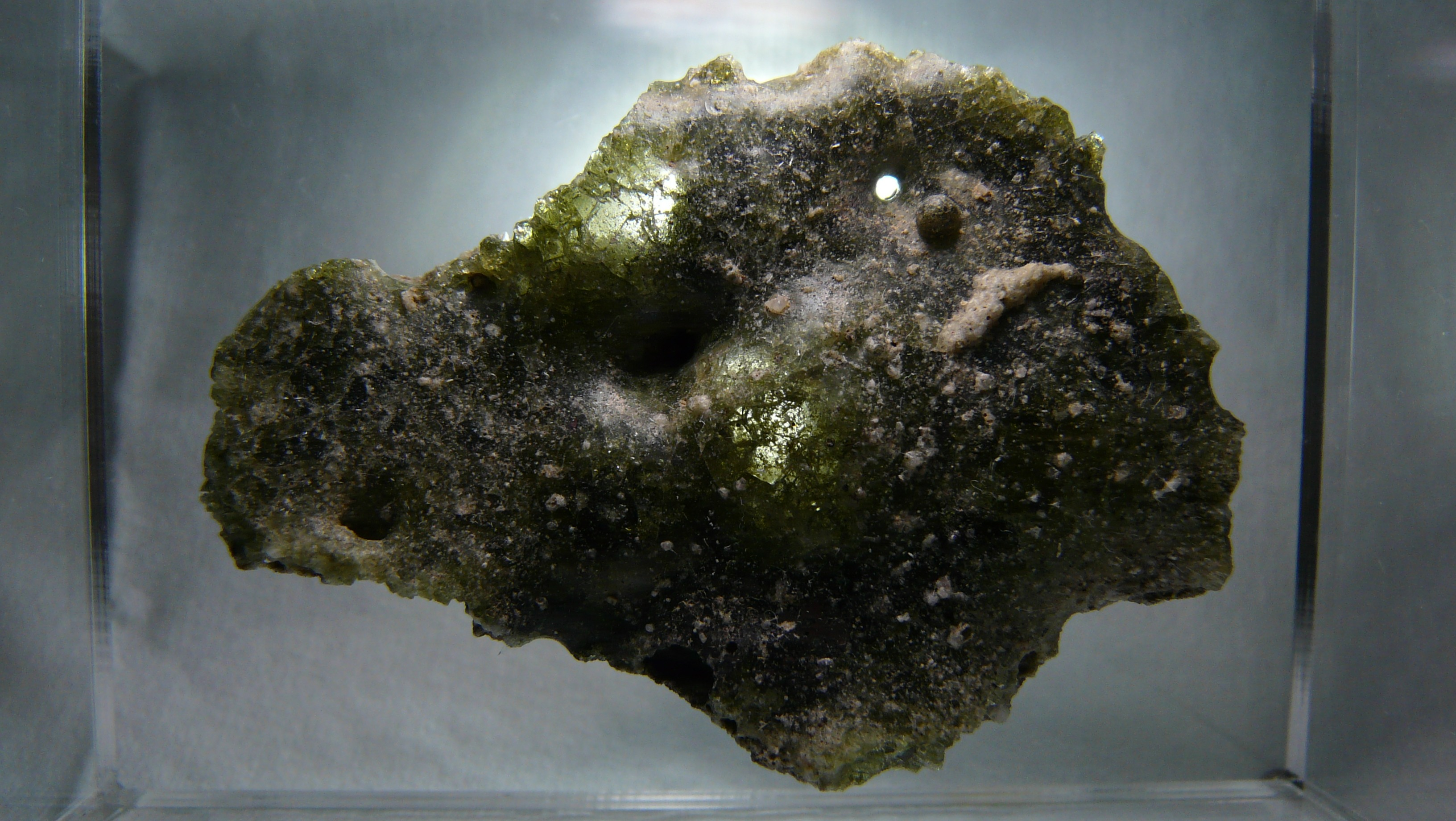
Dutý vzorek trinititu, podsvícením je ilustrována průhlednost materiálu

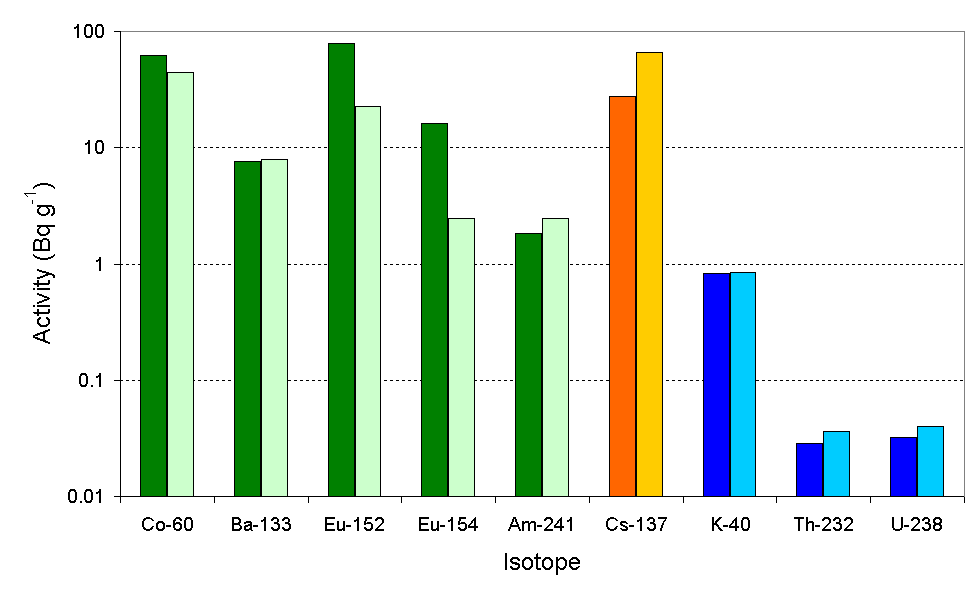
Úroveň radioaktivity dvou vzorků trinititu v době výbuchu

Chaotická povaha vzniku trinititu vedla k odchylkám ve struktuře i přesném složení.
Sklo bylo popsáno jako "vrstva o tloušťce 1 až 2 cm, jejíž horní povrch je poznamenán velmi tenkým posypem prachu, který na ni dopadl, když byla ještě roztavená. Na spodní straně je silnější vrstva částečně roztaveného materiálu, která graduje do půdy, z níž byla získána. Barva skla je světle lahvově zelená a materiál je extrémně puchýřkovitý, přičemž velikost bublinek sahá téměř do celé tloušťky vzorku." Nejběžnější formou trinititu jsou zelené úlomky o tloušťce 1-3 cm, na jedné straně hladké a na druhé drsné; jedná se o trinitit, který vychladl po přistání ještě roztavený na dně pouště.
Přibližně 30 % trinititu tvoří prázdný prostor, i když přesné množství se u jednotlivých vzorků značně liší. Trinitit vykazuje také různé další vady, například trhliny. U trinititu, který se ochladil po přistání, obsahuje hladký horní povrch velké množství malých puchýřků, zatímco spodní drsná vrstva má nižší hustotu puchýřků, ale větší puchýřky. Je převážně alkalická.
Jedním z neobvyklejších izotopů nalezených v trinititu je produkt aktivace baryových neutronů, přičemž baryum v zařízení Trinity pochází z pomalé výbušné čočky použité v zařízení, známé jako Baratol. Křemen je jediným dochovaným minerálem ve většině trinititu.
Trinit již neobsahuje dostatečné množství záření, které by bylo škodlivé, pokud by nedošlo k jeho požití. Stále však obsahuje radionuklidy 241Am, 137Cs a 152Eu díky testu Trinity s použitím plutoniové bomby.

## Druhy trinititu
Existují dvě formy trinitového skla s různými indexy lomu. Sklo s nižším indexem je složeno převážně z oxidu křemičitého, varianta s vyšším indexem má smíšené složky. Červený trinit existuje v obou variantách a navíc obsahuje sklo bohaté na měď, železo a olovo a také kovové kuličky. Barva černého trinititu je důsledkem toho, že je bohatý na železo.
Ve studii publikované v roce 2021 bylo zjištěno, že vzorek červeného trinititu obsahuje dosud neobjevený komplexní kvazikrystal, nejstarší známý člověkem vytvořený kvazikrystal, se skupinou symetrie ve tvaru dvacetistěnu. Skládá se ze železa, křemíku, mědi a vápníku. Struktura kvazikrystalu vykazuje pětinásobnou rotační symetrii.  Výzkum kvazikrystalu vedl geolog Luca Bindi z Florentské univerzity a Paul Steinhardt poté, co teoreticky předpokládal, že červený trinitit pravděpodobně obsahuje kvazikrystaly, protože často obsahují prvky, které se zřídka kombinují. Struktura má vzorec {\displaystyle {\ce {Si61Cu30Ca7Fe2}}}. Jediné zrno o velikosti 10 μm bylo zjištěno po deseti měsících práce při zkoumání šesti malých vzorků červeného trinititu. A single 10μm grain was detected after ten months of work examining six small samples of red trinitite.

## Analýzy materiálu z jederného výbuchu

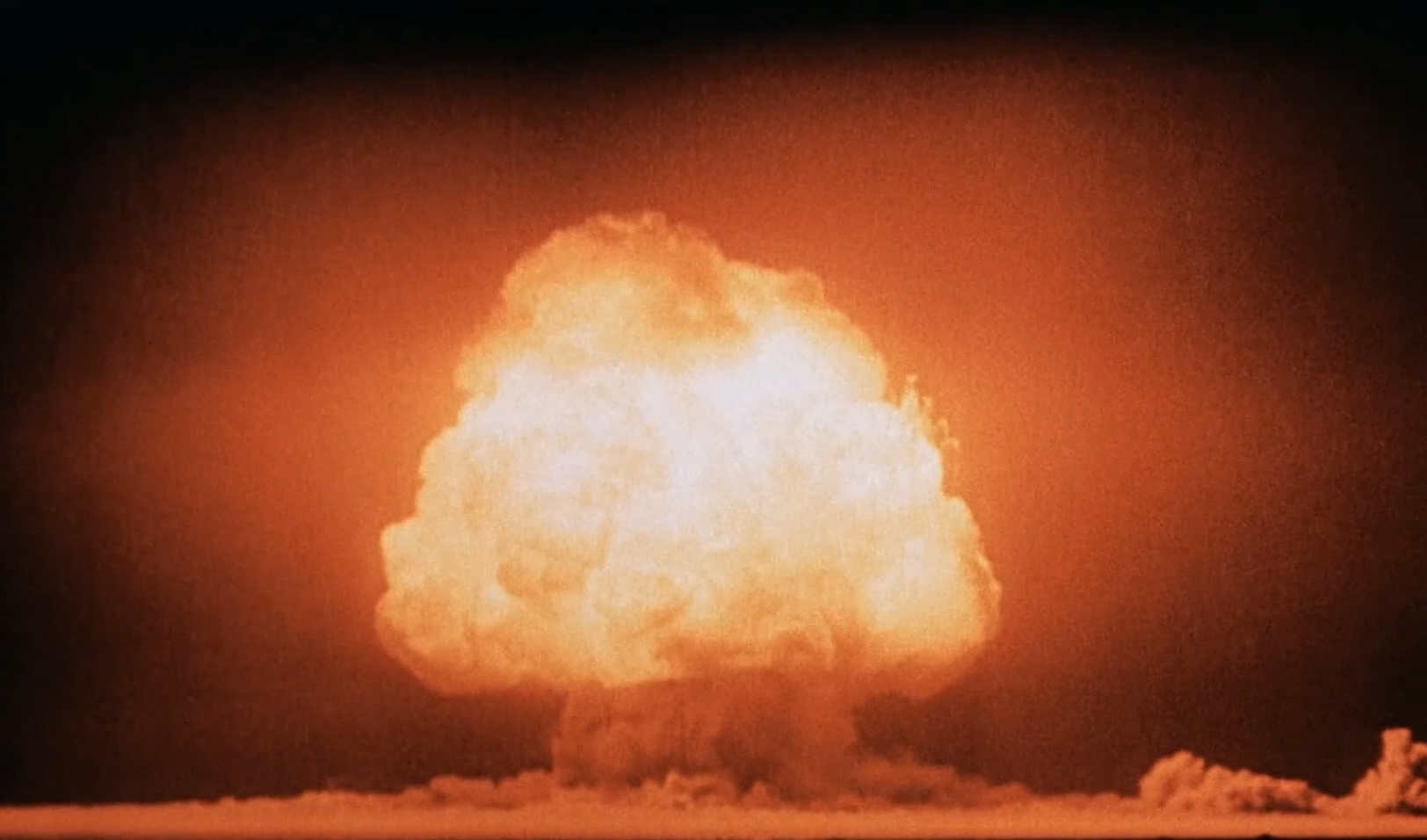
The mushroom cloud seconds after the detonation.

Studie z roku 2010 v časopise Proceedings of the National Academy of Sciences s otevřeným přístupem zkoumala potenciální hodnotu trinititu pro oblast jaderné forenziky. Před tímto výzkumem se předpokládalo, že složky trinititu se taví identicky a jejich původní složení nelze rozeznat. Studie prokázala, že sklo z jaderných detonací může poskytnout informace o zařízení a souvisejících komponentech, jako je například obal.
V průběhu roku 2010 byly provedeny výzkumy za miliony dolarů zkoumající trinitit, aby bylo možné lépe pochopit, jaké informace taková skla obsahují a které by mohly být využity k pochopení jaderného výbuchu, který je vytvořil. Analýza trinititu z roku 2010 byla podle teorie týmu, který ji provedl, užitečná pro identifikaci pachatelů budoucího jaderného útoku.
Vědci, kteří se podíleli na objevu kvazikrystalu, spekulovali, že jejich práce by mohla zlepšit úsilí o vyšetřování šíření jaderných zbraní, protože kvazikrystaly se na rozdíl od jiných důkazů vzniklých při testování jaderných zbraní nerozpadají. Trinitit byl vybrán jako předmět výzkumu částečně kvůli tomu, jak dobře byl jaderný test vědci v té době zdokumentován. Studie z roku 2015 v časopise The Journal of Radioanalytical and Nuclear Chemistry financovaná Národním úřadem pro jadernou bezpečnost popsala metodu, kterou lze záměrně syntetizovat sklo podobné trinititu, aby se dalo použít jako testovací objekt pro nové jaderné forenzní techniky. Laserová ablace byla poprvé úspěšně použita k identifikaci izotopové signatury jedinečné pro uran v bombě ze vzorku trinititu, což prokázalo účinnost této rychlejší metody.

## Ovlivnění veřejnosti

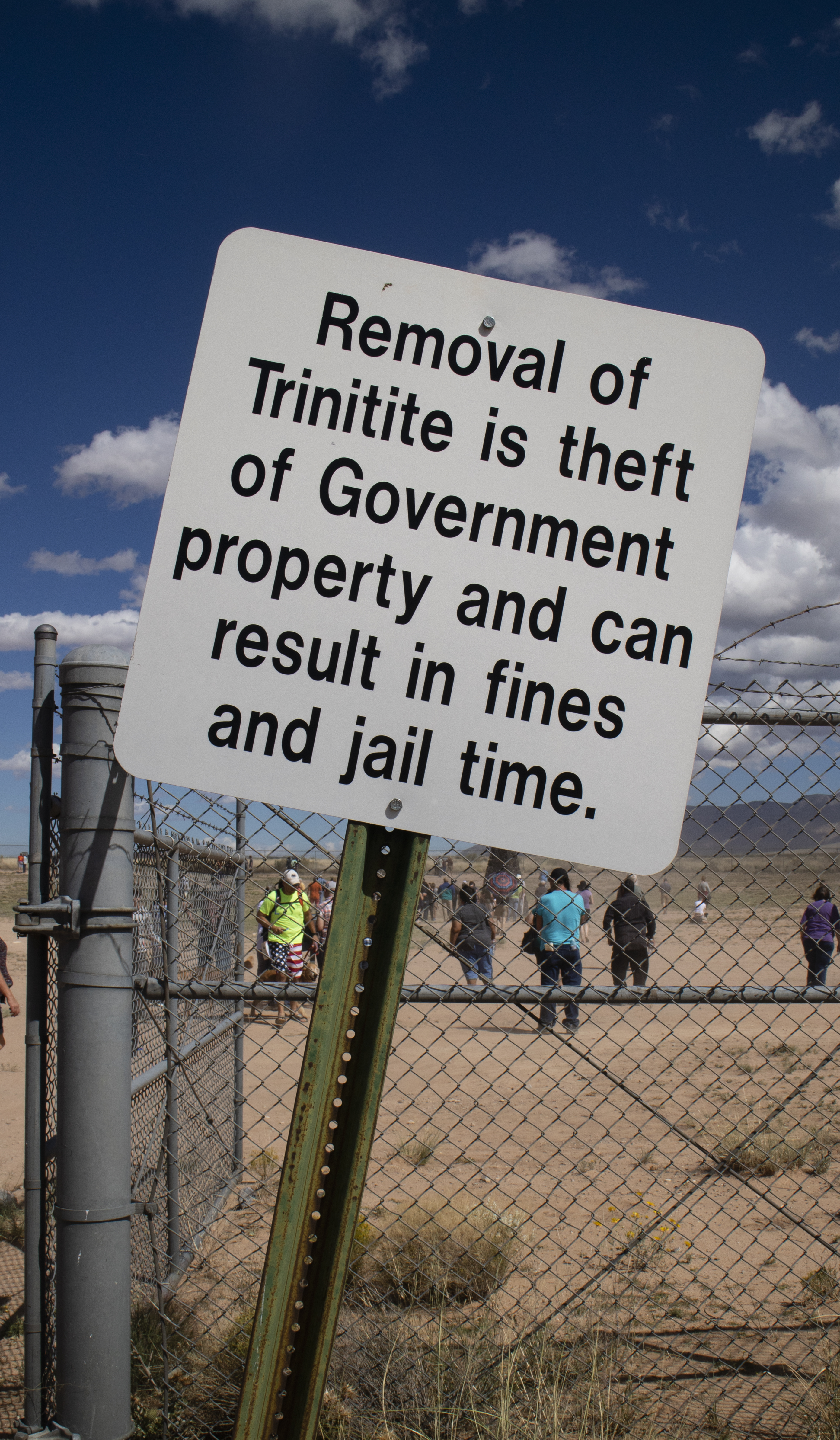
Cedule upozorňující na zákaz odnosu trinititu.

Trinitit nebyl zpočátku v kontextu jaderných zkoušek a probíhající války považován za pozoruhodný, ale po skončení války si návštěvníci začali skla všímat a sbírat ho jako suvenýry.
Nějakou dobu se věřilo, že se pouštní písek jednoduše roztavil od přímé sálavé tepelné energie ohnivé koule a není nijak zvlášť nebezpečný. Proto se v letech 1945 a 1946 prodávalo jako vhodné pro použití ve šperkařství.
V současné době je nezákonné odebírat zbývající materiál z této lokality, z něhož byla velká část odvezena americkou vládou a zakopána na jiných místech Nového Mexika; materiál odebraný před tímto zákazem je však stále v rukou sběratelů a je legálně k dostání v obchodech s minerály. Na trhu se objevují také padělky trinititu; pravost trinititu vyžaduje vědeckou analýzu.
Vzorky se nacházejí ve Smithsonově národním přírodovědném muzeu, v muzeu New Mexico Farm and Ranch Heritage Museum a v Corningově muzeu skla; v Národním muzeu atomových zkoušek je uloženo těžítko obsahující trinitit. V zámoří se vzorek trinititu nachází ve sbírce Science Museum Group ve Velké Británii a také v Kanadském válečném muzeu.
Institut SETI, který se snaží najít a zkoumat známky inteligentního života jinde ve vesmíru, v roce 2021 uvedl, že trinitit má být zařazen do jejich knihovny předmětů spojených s "transformačními momenty", které by mohly zajímat inteligentní mimozemšťany. Socha Trinity Cube od Trevora Paglena, vystavená v roce 2019 v Muzeu současného umění v San Diegu jako součást tematické sbírky Paglenova umění nazvané Sights Unseen (Neviditelné památky), je částečně vyrobena z trinititu. Umělecké dílo Trinitite, Ground Zero, Trinity Site, New Mexico od fotografa Patricka Nagataniho z roku 1988 je umístěno v Denver Art Museum.

## Podobné materiály
Příležitostně se název trinitit používá obecně pro všechny sklovité zbytky po testech jaderných bomb, nejen pro test Trinity.
Černé sklovité úlomky roztaveného písku, které ztuhly působením tepla jaderného výbuchu, vznikly při francouzských testech v lokalitě Reggane v Alžírsku. Po atomovém bombardování Hirošimy bylo v roce 2016 zjištěno, že 0,6 až 2,5 % písku na místních plážích tvoří roztavené skleněné kuličky vzniklé při bombardování. Stejně jako trinit obsahuje sklo materiál z místního prostředí, včetně materiálů z budov zničených při útoku. Tento materiál byl nazván hirošimit. Charitončik (jednotné číslo: charitončik, Šablona:Lang-ru) je obdoba trinititu nalezená na Semipalatinském testovacím polygonu v Kazachstánu v místech nulových sovětských atmosférických jaderných zkoušek. Jedná se o kusy roztavené horniny, které zůstaly v nulových bodech po sovětských atmosférických jaderných zkouškách. Porézní černý materiál je pojmenován po jednom z předních ruských vědců zabývajících se jadernými zbraněmi, Juliji Borisoviči Charitonovi.

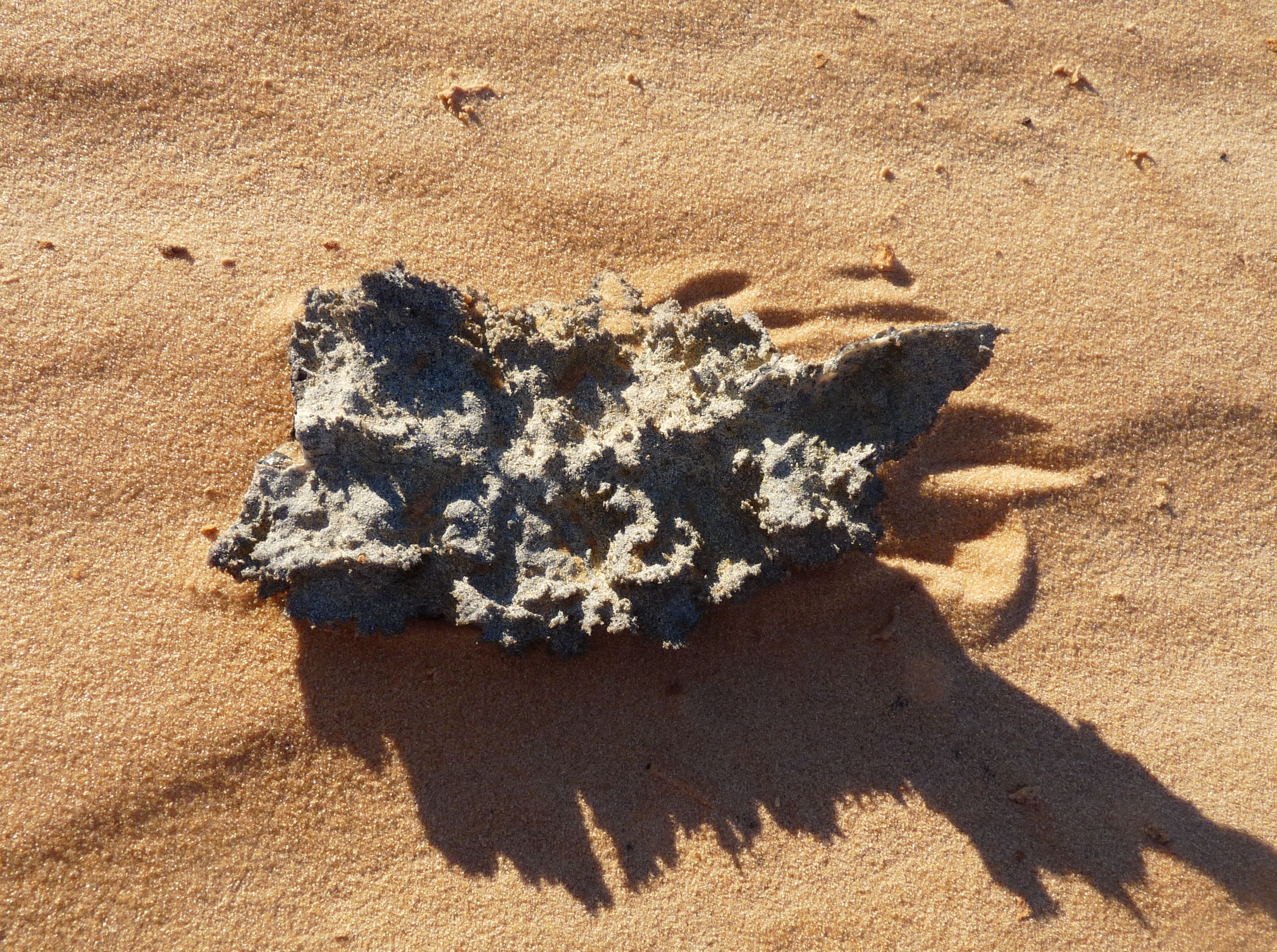
A fulgurite from the Mauritanian desert.

### Materiály podobné trinititu
Trinitit je stejně jako několik podobných přírodních minerálů tavené sklo.
Zatímco trinitit a podobné materiály jsou antropogenní, fulgurity, které se vyskytují v mnoha oblastech náchylných k bouřkám a v pouštích, jsou přirozeně vzniklé sklovité materiály a vznikají úderem blesku do sedimentů, jako je písek. Impaktit, materiál podobný trinititu, může vznikat při dopadech meteoritů. Geologie Měsíce zahrnuje mnoho hornin vzniklých jedním nebo více velkými impakty, ve kterých se nachází stále více těkavých prvků v menším množství, čím blíže jsou k místu dopadu, podobně jako je rozložení těkavých prvků v trinititu.